# Microsorum congregatifolium
Microsorum congregatifolium là một loài dương xỉ trong họ Polypodiaceae. Loài này được Holttum mô tả khoa học đầu tiên năm 1954.
Danh pháp khoa học của loài này chưa được làm sáng tỏ. 